# Sabina Lorenz

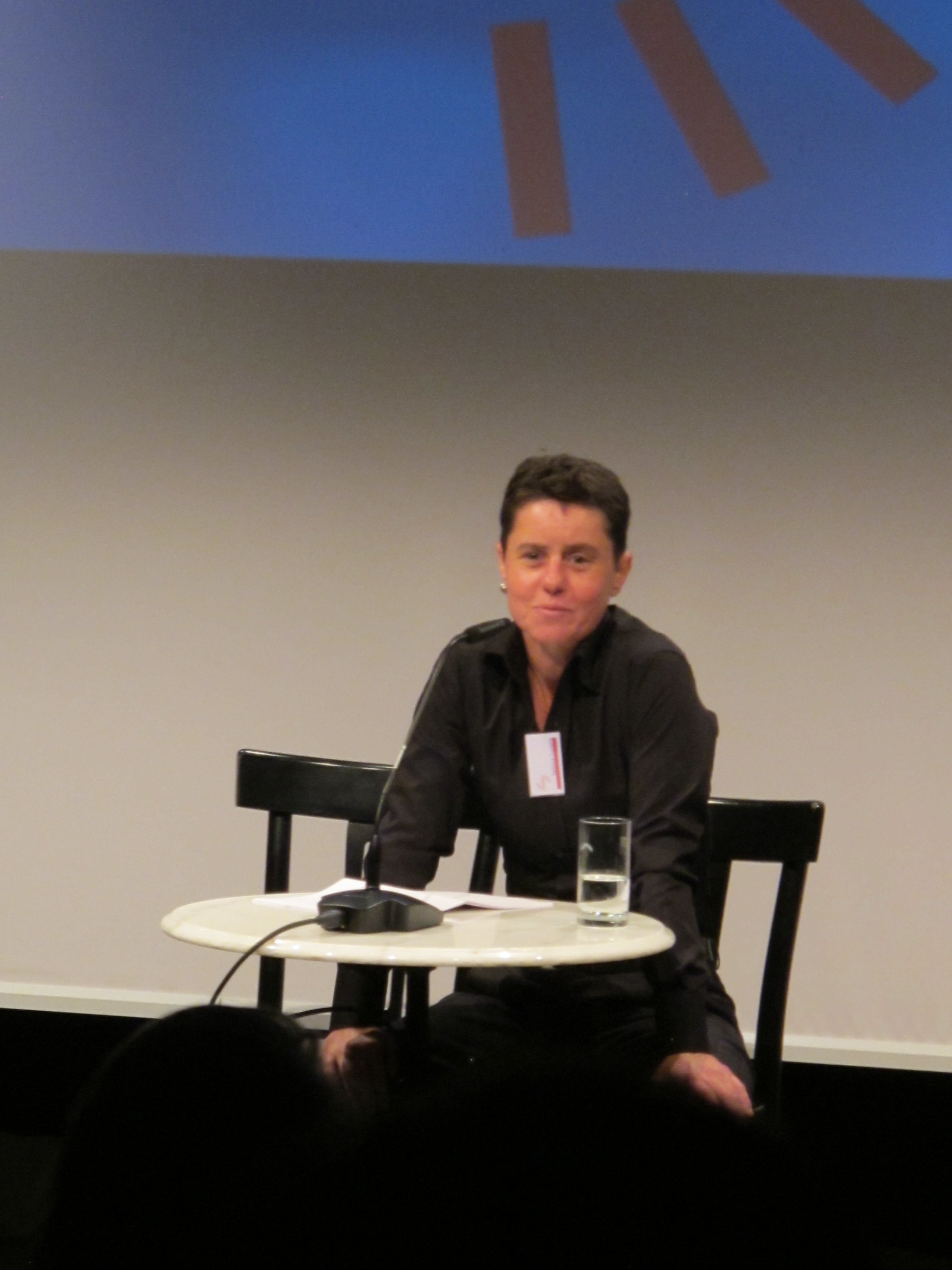
Sabina Lorenz auf dem Schamrock – Festival der Dichterinnen 2014

Sabina Lorenz (* 1967) ist eine italienisch-deutsche Autorin aus München.

## Leben und Werk
Sabina Lorenz studierte in München und London Sozialpädagogik. Sie ist Mitglied der Münchner Lyrikgruppe Reimfrei und war von 2003 bis 2009 Mitherausgeberin der Literaturzeitschrift außer.dem. Neben zahlreichen Veröffentlichungen von Lyrik und Kurzprosa in Literaturzeitschriften und Anthologien wurden bisher auch drei Lyrikbände und ein Roman von ihr verlegt. Sie war mehrfache Teilnehmerin beim Schamrock – Festival der Dichterinnen.

## Rezeption
„Sabina Lorenz, die markanteste politische Stimme der Gruppe ... validiert in ihrer narrativ-diskursiven Diktion ethische Verbindlichkeiten.“ (Pia-Elisabeth Leuschner)

## Werke
- Die Fremde ist ein Ort. Lyrikedition 2000, München 2007, ISBN 9783865202819
- Echos für eine Nacht. Lyrikedition 2000, München 2010, ISBN 9783869060866
- Aufhellungen. Roman, P. Kirchheim Verlag, München 2011, ISBN 9783874101165
- Wie wir #binden. Wie wir #verschwinden. Lyrikedition 2000, München 2016, ISBN 978-3-86906-944-9

## Auszeichnungen
- 2011 Longlist zum Münchner Tukan-Preis und Förderpreis des Stuttgarter Schriftstellerhauses[3]
- 2008 Nominiert für den Dresdner Lyrikpreis
- 2007 Dießener Turmschreiberin
- 2004 Stipendium des Berliner Senats
- 2002 Uslarer Literaturpreis